# 伊木寿一
伊木 壽一（いぎ ひさいち、明治16年（1883年）3月3日 - 1970年11月28日）は、日本の歴史学者。専門は日本古文書学。

## 経歴
出生から修学期
1883年(明治16年)、山口県大津郡三隈村（現在の山口県長門市）で山口県士族伊木尚義の長男として生まれた。山口中学校、山口高等学校を経て、東京帝国大学文科大学史学科に進学。1906年に卒業。同大学大学院に入学し、古文書学を専攻した。
日本史研究者として
1907年、東京帝国大学史料編纂掛嘱託となり、『大日本古文書』の伊達家文書・相良家文書等の編纂に従事。1908年からは國學院大學、1911年からは慶應義塾大学部で講師として古文書学を講義した(兼任)。1925年に史料編纂官となり、『大日本史料』第9編の編纂を手掛けた。1926年より東北帝国大学法文学部講師を兼ねた。
1940年、学位論文『日本古文書学ノ研究』を慶應義塾大学に提出して文学博士の学位を取得。1943年、東京帝国大学史料編纂官を定年退官。
戦後
退任後は、1947年より聖心女子学院専門学校の講師として教鞭を執った。1949年からは立正大学文学部講師についても兼任。この他にも、慶應義塾大学・明治大学・宇都宮大学・東京都立大学 (1949-2011)などに出講した。1954年からは東京都文化財委員会の専門委員を務め、地域の文化財行政にも貢献した。
学界では、1966年に日本古文書学会が創設されると、その初代会長に就任した。1970年に死去。没後、勲三等が贈られた。

## 受賞・栄典
- 1970年：叙勲三等

## 研究内容・業績
専門は古文書学。東京帝国大学史料編纂掛に長く勤務し、『大日本古文書』や『大日本史料』の編纂に従事した。筆跡鑑定にも見識があり、戦前は大審院や控訴院から鑑定を求められ、戦後も帝銀事件などの事件を担当した。

## 著作
- 『日本古文書学』雄山閣 1930
- 『書状の変遷』岩波書店 1932
- 『日本書道の変遷』岩波書店 1935
- 『古文書学』慶應通信 1949